# Hundestraße

Die Hundestraße (rot markiert)

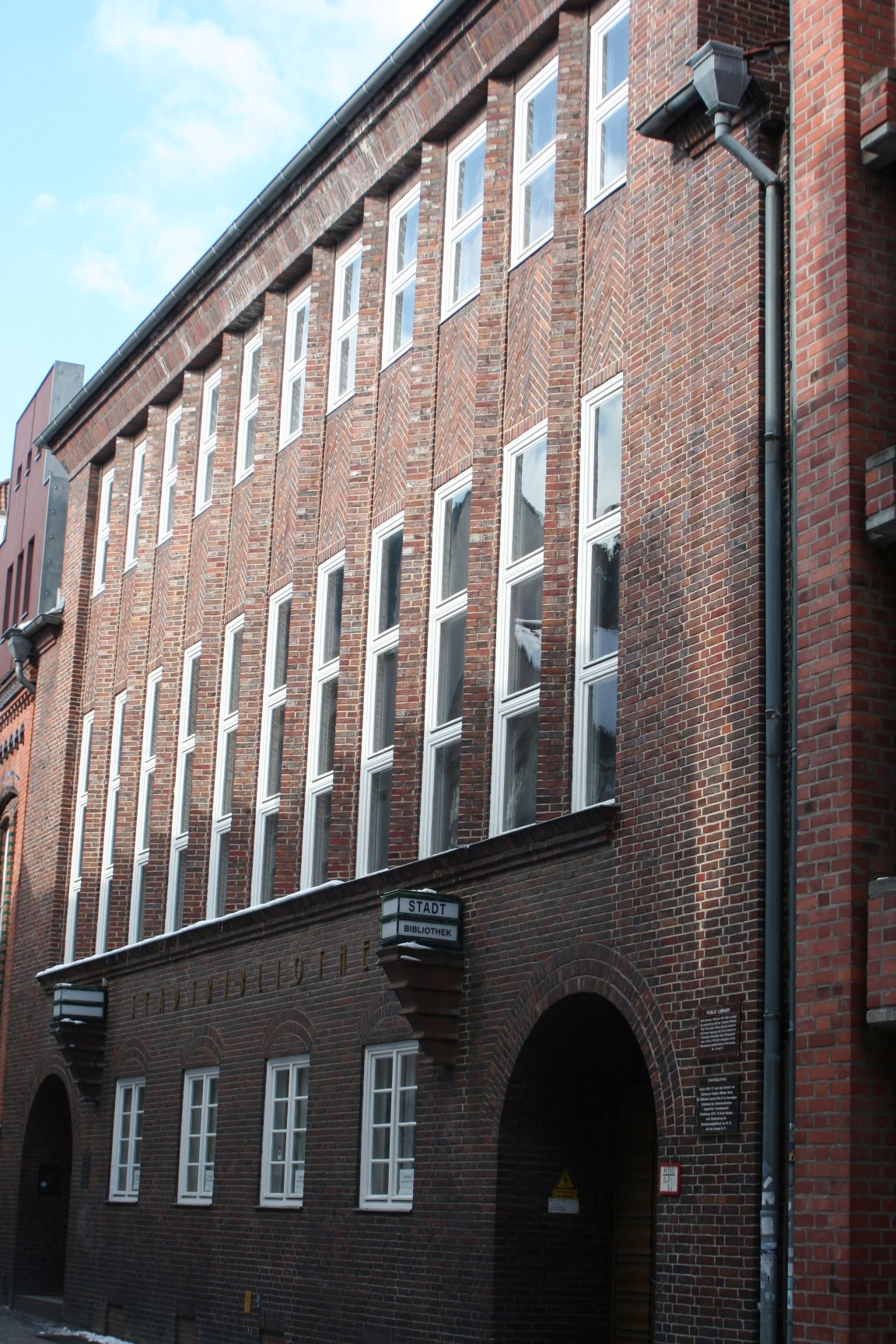
Stadtbibliothek, Vordergebäude von 1927 (Foto: 2006)

Die Hundestraße (1263 lateinisch Platea canum, 1289 mittelniederdeutsch Hundestrate) im Jakobi Quartier ist eine der Rippenstraßen der mittelalterlichen Stadtplanung der Lübecker Altstadt.

## Charakter
Während der obere Teil der Hundestraße an der Einmündung zur Königstraße seit alters her durch das ehemalige Katharinenkloster bestimmt wird, ist die Hundestraße im unteren Teil von kleinteiliger Wohnnutzung geprägt. Die frühere „Arme-Leute-Gegend“ ist im letzten Viertel des 20. Jahrhunderts durch die Altstadtsanierung komplett gewendet worden und heute eine der Vorzeigestraßen des Flächendenkmals Weltkulturerbe der Lübecker Altstadt, in der sich aufgrund der aufwendigen Sanierung nunmehr gut verdienende Bürger, aber auch Künstler wie Karl Gieth und Rolf Goerler ansiedelten. Das ehemalige Klostergelände  wird heute von der neugotischen Fassade des Katharineums und dem Backsteinexpressionismus der Fassade der Stadtbibliothek von Friedrich Wilhelm Virck (1927) bestimmt. Der Charakter der Hundestraße liegt darin, dass es kaum große Schaufenster von Läden gibt. Die Haustüren der Häuser Nr. 12 und Nr. 35 wurden mit Unterstützung der Possehl-Stiftung und des Denkmalschutzes Lübeck im Sommer 2010 äußerst aufwendig restauriert und mit stilrichtigen Neufassungen versehen (originale Befundreste waren nicht vorhanden). Besonders die Haustür des Hauses Nr. 12, sie liegt genau gegenüber der Stadtbibliothek, zeigt die volle Pracht des Rokoko und gilt als Vorbild für die fachrichtige Wiederherstellung historischer Türen.

## Verlauf

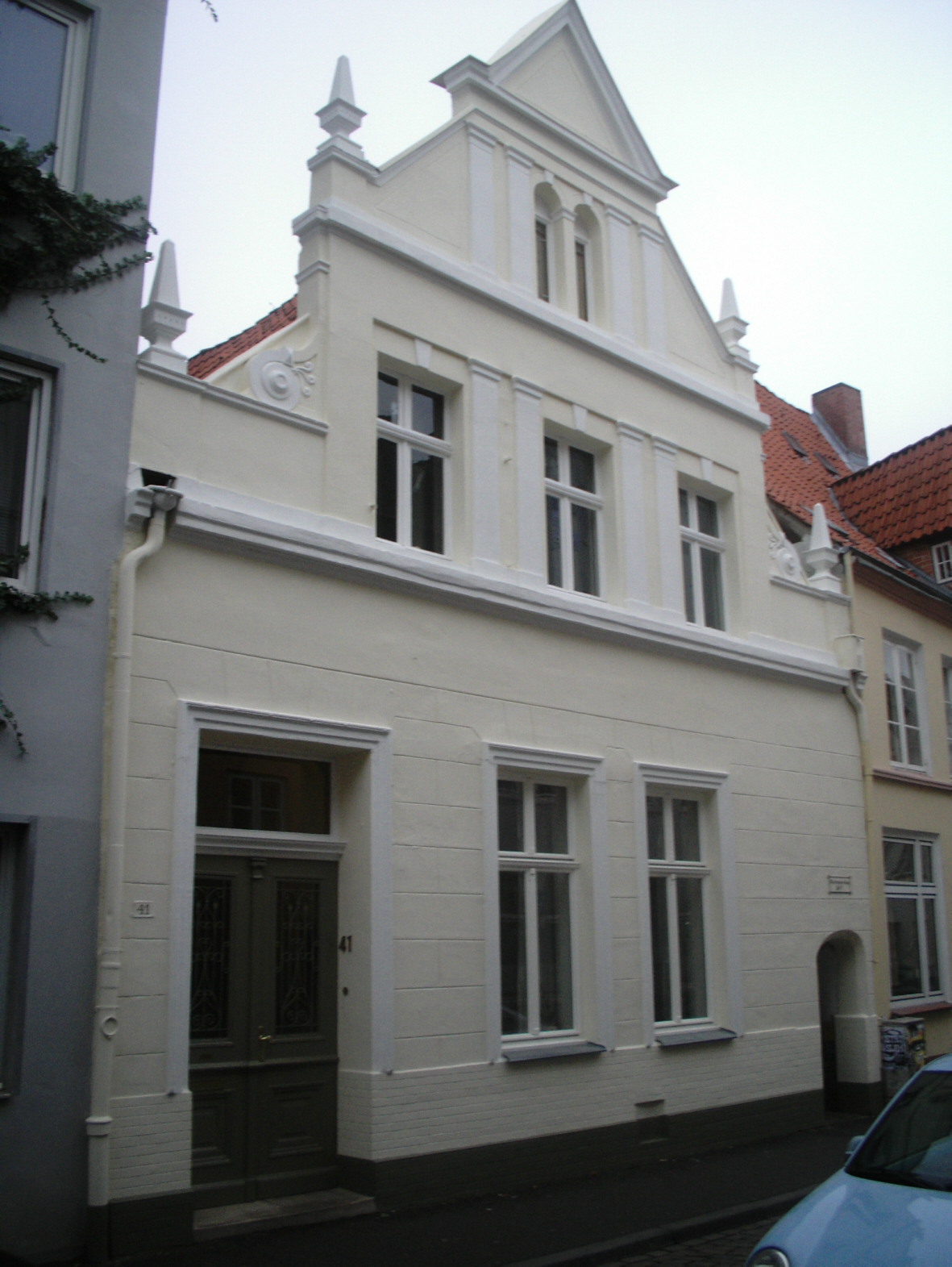
Das ehemalige Kino Rio in der Hundestraße 41 (2009)

Die Hundestraße liegt als Rippenstraße zwischen der Glockengießerstraße und der Dr.-Julius-Leber-Straße auf der östlichen Seite des Lübecker Altstadthügels. Sie beginnt an der Königstraße und reichte ursprünglich bis zur Stadtmauer am Ufer der Wakenitz, die durch die Straße An der Mauer markiert wird und in diesem Bereich auch baulich noch in Teilen erhalten ist. Seit etwa 1900 endet sie an der Kanalstraße, der Uferstraße des damals eröffneten Elbe-Lübeck-Kanals auf der Altstadtinsel.

## Denkmalgeschützte Häuser

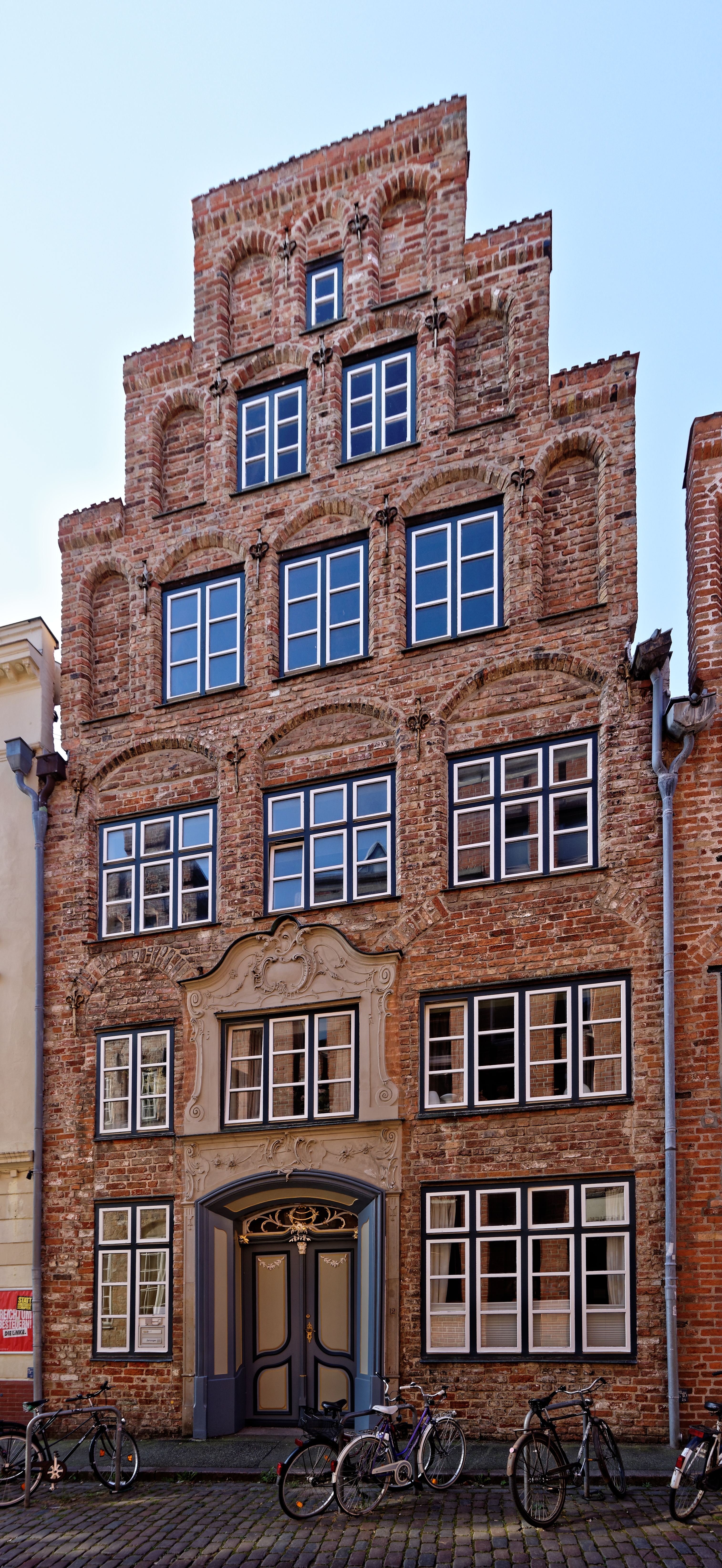
Hundestraße 12 (2016)

Unter Denkmalschutz stehen die Häuser Hundestraße Nr. 4, 8–12 gerade, 17–23 ungerade, 18, 22–26 gerade, 33 und 35, 38 und 40, 46–68 gerade, 47–77 ungerade, 74–80 gerade, 83, 84, 88 und 90, 94, 98, 103–109 ungerade.
Siehe auch: Liste abgegangener Lübecker Bauwerke#Hundestraße für nicht mehr vorhandene Bauwerke.

## Gänge und Höfe
Von der Hundestraße gehen oder gingen folgende Lübecker Gänge und Höfe ab (nach Hausnummern):
- 21: Balhorns Gang
- 30: Vereinigungs Gang
- 31: Kalands Gang

Wie auch in der Hartengrube gehörte dieser Gang dem wohlhabenden St. Clemens Kaland. Er besaß bereits einige Buden in diesem Gang, bevor er ihn 1560 zusammen mit dem Vorderhaus kaufte, um die Buden zu vermieten. Obgleich das Vorderhaus 1573 wieder vom Kaland verkauft wurde, blieb der Gang noch länger im Besitz der Organisation.
1560 wegen Bebauungsänderung erstmals im Grundbuch erwähnt. Nach 1560 „Kalands Gang“. 1609 „Adam- und Evengang“. Vermutlich nach einem an der Pforte angebrachten Bildwerk. Nach dessen Verschwinden wurde der ursprüngliche Name wieder gebräuchlich und ist es bis heute geblieben.
- 43: Weintrauben Gang
- 50: Schornsteinfeger Gang
- 57: v. Höveln Gang
- 85: Schillings Hof